# Radikal 25
Das Radikal 25 mit der Bedeutung „Orakel“ ist eines von den 23 traditionellen Radikalen der chinesischen Schrift, die mit zwei Strichen geschrieben werden.
Das Zeichen ähnelt dem Katakanazeichen ト „to“.
Mit 8 Zeichenverbindungen in Mathews’ Chinese-English Dictionary kommt es nur sehr selten im Lexikon vor.
Das Radikal Orakel nimmt nur in der Langzeichen-Liste traditioneller Radikale, die aus 214 Radikalen besteht, die 25. Position ein. In modernen Kurzzeichen-Wörterbüchern kann es sich an ganz anderer Stelle finden. Im Neuen chinesisch-deutschen Wörterbuch aus der Volksrepublik China steht es zum Beispiel an 16. Stelle.
Das Schriftzeichen 卜 ist eines der ältesten Schriftzeichen und taucht bereits in den Orakelknocheninschriften auf.
Die meisten der unter diesem Radikal zu findenden Zeichen haben mit Wahrsagerei zu tun wie zum Beispiel:
| Zeichen | Erklärung          |
| ------- | ------------------ |
| 算卦    | wahrsagen          |
| 占卜    | Wahrsagerei        |
| 八卦    | acht Orakelzeichen |

Die acht Trigramme

Die Acht Trigramme (八卦 bāguà = acht Orakelzeichen) sind zur Weissagung dienende Symbole, welche die Grundlage des altchinesischen I Ging (易經 Yíjīng = Buch der Wandlungen) bilden. Sie bestehen aus drei entweder durchgezogenen (yáng) oder durchbrochenen (yīn) Linien, woraus sich 23 = 8 Möglichkeiten ergeben, die oft in Form eines Kreises dargestellt werden. Zwei Trigramme ergeben eines der 26 = 64 Hexagramme. Die Bedeutung jedes Hexagramms ist im Buch der Wandlungen beschrieben.
Das Zeichen 卜 fungiert auch als Lautträger wie zum Beispiel in
补 (= reparieren) oder
卟吩 (= Porphin).
In einige anderen Zeichen hingegen, wie beim Familiennamen 卢 oder bei 卡 (= aufhalten) kommt 卜 nur die Funktion einer allgemeinen, unterscheidenden Komponente zu.
Die Zeichenverbindung 卤 wird auch als Kurzzeichen für Radikal 197 鹵 verwendet.

## Schriftzeichenverbindungen, die vom Radikal 25 regiert werden
| Striche | Zeichen     |
| ------- | ----------- |
| +0      | 卜          |
| +02     | 卝 卞       |
| +03     | 卟 占 卡 卢 |
| +05     | 卣 卤       |
| +06     | 卥 卦       |
| +07     | 卧          |
| +09     | 卨          |

 Im Unicodeblock Kangxi-Radikale ist das Radikal 25 unter der Codepointnummer 12.056 (U+2F18) codiert.